# Shuqualak
Shuqualak – miasto w Stanach Zjednoczonych, w stanie Missisipi, w hrabstwie Noxubee.